# Região Geográfica Imediata de Divinópolis

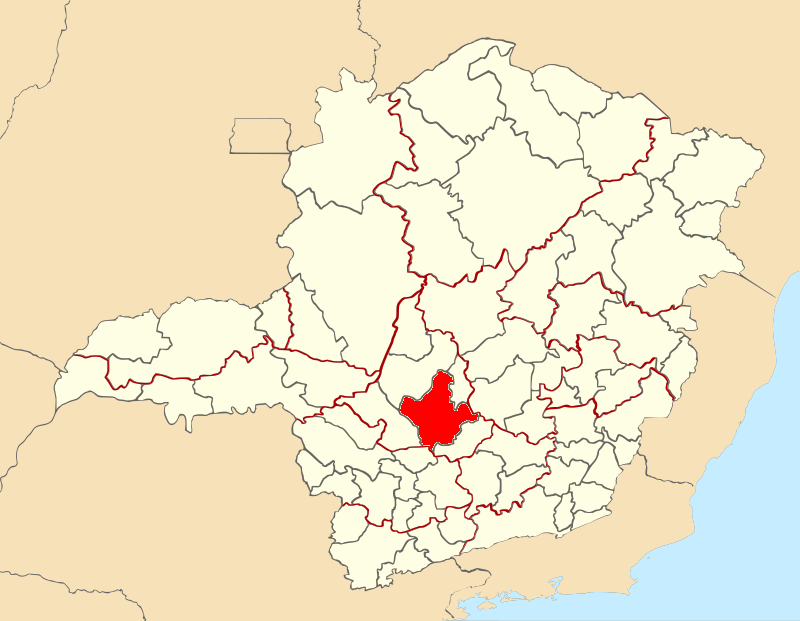
Região Geográfica Imediata de Divinópolis.

A Região Geográfica Imediata de Divinópolis é uma das 70 regiões geográficas imediatas do Estado de Minas Gerais, uma das seis regiões geográficas imediatas que compõem a Região Geográfica Intermediária de Divinópolis e uma das 509 regiões geográficas imediatas do Brasil, criadas pelo IBGE em 2017.

## Municípios
É composta por 20 municípios.
- Araújos
- Camacho
- Carmo da Mata
- Carmo do Cajuru
- Cláudio
- Conceição do Pará
- Divinópolis
- Itapecerica
- Itatiaiuçu
- Itaúna
- Japaraíba
- Lagoa da Prata
- Leandro Ferreira
- Nova Serrana
- Pedra do Indaiá
- Perdigão
- Pitangui
- Santo Antônio do Monte
- São Gonçalo do Pará
- São Sebastião do Oeste

## Estatísticas
Tem uma população estimada pelo IBGE para 1.º de julho de 2017 de 689 803 habitantes e área total de 8 960,149 km².